# Simon Schwartz

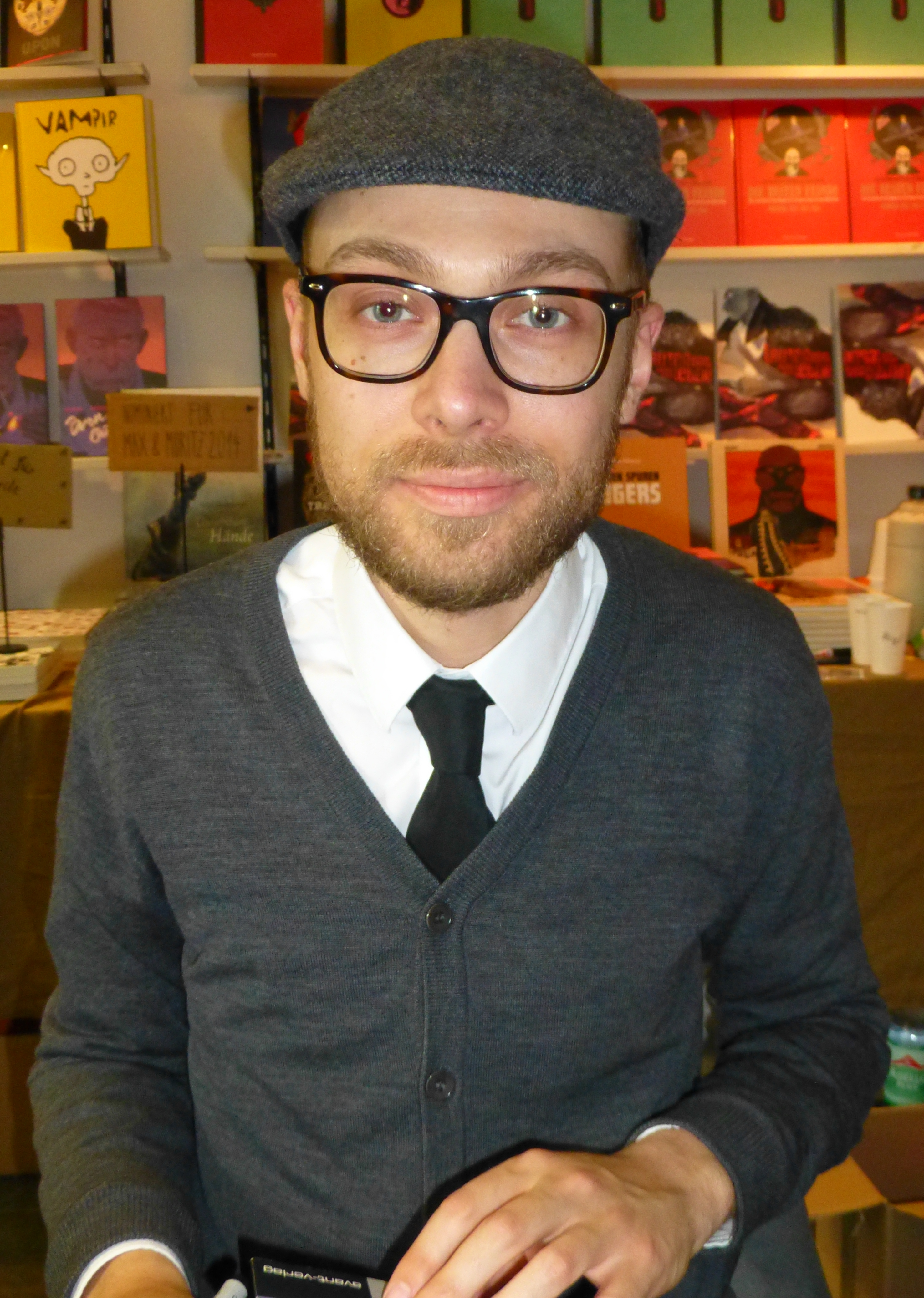
Simon Schwartz auf dem Comic-Salon Erlangen 2014

Simon Schwartz (* 5. Oktober 1982 in Erfurt) ist ein deutscher Comiczeichner und -autor sowie Illustrator. Darüber hinaus veröffentlicht er hauptberuflich Kurzcomics und Illustrationen in der Frankfurter Allgemeinen Sonntagszeitung, der Zeit und anderen Zeitungen und Magazinen.

## Biographie
Als seine Eltern die DDR verließen, war  Simon Schwartz anderthalb Jahre alt; er wuchs danach in West-Berlin (Bezirk Kreuzberg) auf. Als Schüler und zwei Jahre nach dem Abitur arbeitete er im Mosaik Verlag. Von 2004 bis 2009 studierte er an der Hochschule für Angewandte Wissenschaften (HAW) Hamburg Illustration bei Anke Feuchtenberger. Seinen ersten Langcomic Drüben! verfasste er hier als Diplomarbeit. Das Werk erschien, wie auch das Nachfolgeprojekt Packeis, im Berliner Avant-Verlag.

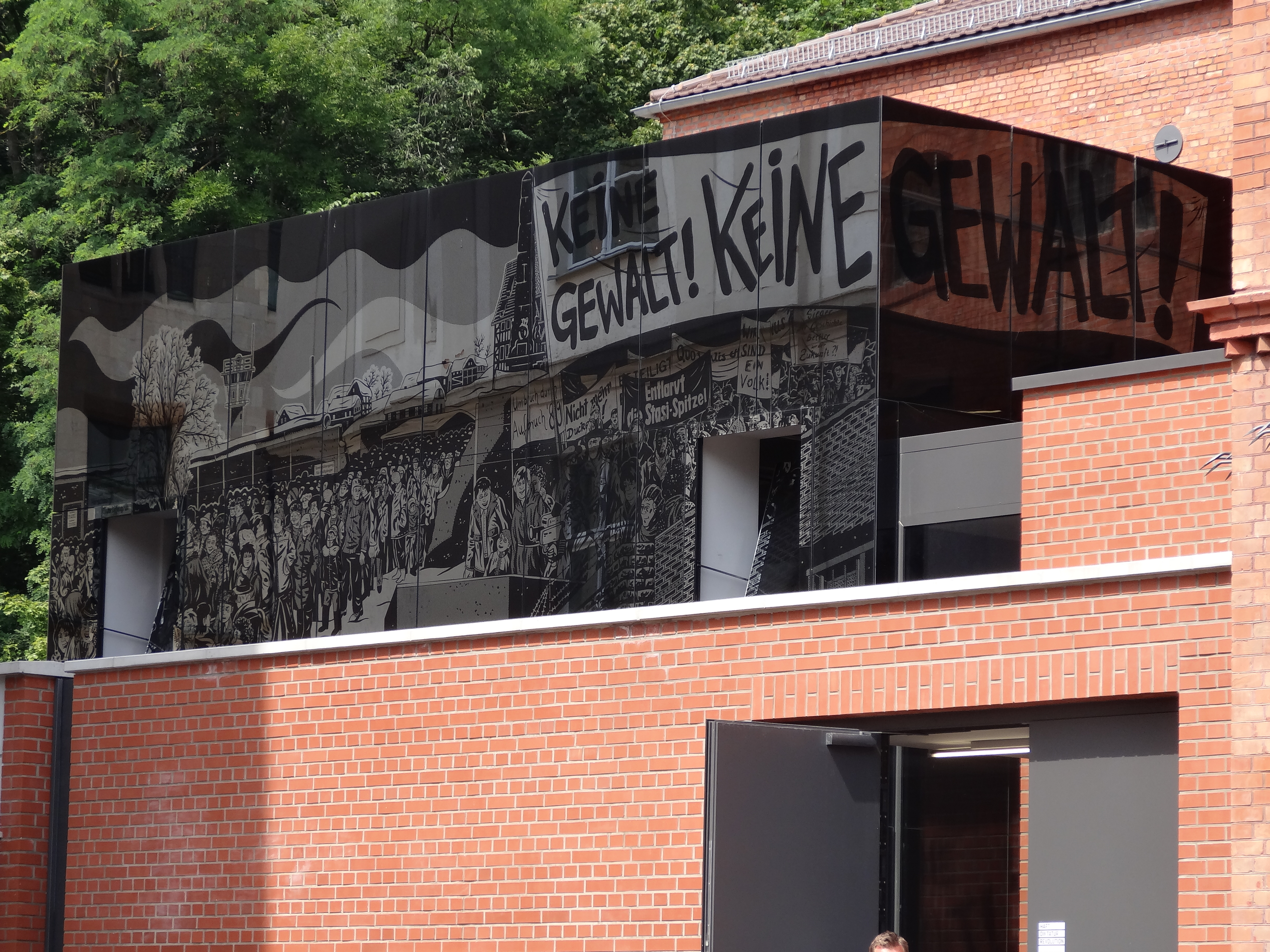
Glasfassade der Gedenk- und Bildungsstätte Andreasstraße (Foto: 2014)

Simon Schwartz bezeichnet die Arbeit an „Graphischen Romanen“ als bevorzugte Tätigkeit, sieht sich beruflich in erster Linie aber als Illustrator für Zeitungen und Zeitschriften, da er mit jenen Werken, an denen er ca. zwei Jahre arbeitet, nicht seine Lebenskosten decken kann. Seit 2008 arbeitet er regelmäßig für die Frankfurter Allgemeine Zeitung. Kurzcomics, die 2009 in der taz bzw. 2010 im Cicero erschienen, sind in die erweiterte Neuausgabe von Drüben! aufgenommen worden. Im Sommer 2010 erschien ein regelmäßiger Comic von ihm im Politikteil der Zeit. 2013 folgte die Reihe Vita Obscura in der Freitag. Auch das Kindermagazin GEOlino sowie die Zeitung Der Tagesspiegel veröffentlichen Illustrationen von ihm.
Schwartz zeichnete ferner die Vorlage für eine 7 × 40 Meter große Glasfassade am „Kubus“, der Gedenkstätte Andreasstraße, die ehemalige Untersuchungshaftanstalt des Ministeriums für Staatssicherheit des Bezirks Erfurt. Er hält mittlerweile selbst einen Lehrauftrag für Illustration an der HAW Hamburg inne und spielt Saxofon in verschiedenen Jazz-Formationen.

## Werk und Einfluss
Simon Schwartz gibt als wichtigen Einfluss Anke Feuchtenberger an. Dabei bezieht er sich weniger auf ihren Stil als auf ihre Arbeitsweise. Sie vermittle ihren Studenten eine Ernsthaftigkeit in der Arbeit und die Fähigkeit, neue Einflüsse auf eigene Weise aufzunehmen. Schwartz lege in eigenen wie auch fremden Werken großen Wert darauf, dass Text und Zeichnungen eine Einheit bilden und gleichwertig behandelt werden. Er kann über zeichnerische Mängel, die er etwa in den ersten Seiten von Persepolis ausmacht, eher hinwegsehen als über wunderschön gezeichnete Werke mit flacher Geschichte, zu denen er Blacksad zählt. Der Mosaik-Zeichner Hannes Hegen sei ein wichtiger stilistischer Einfluss, ebenso wie US-Zeichner der 1950er Jahre und aktuelle Künstler wie Seth und Chris Ware, letzterer insbesondere wegen dessen innovativer Erzähltechnik. Schwartz schätzt auch Bud Fishers Mutt and Jeff und andere frühe Comicstrips sowie, insbesondere wegen deren Phantasie und Fabulierfreude, die Franzosen David B. und Joann Sfar.

### Drüben!
Für seinen Debütcomic recherchierte Simon Schwartz die Ausreise seiner Eltern aus der DDR. Drüben! erschien in der Woche vom 28. September bis 2. Oktober 2009 und lag damit zum 20. Jahrestag des Mauerfalls in den Buchgeschäften, laut Schwartz ein glücklicher Zufall. Der Comic gewann den ICOM Independent Comic Preis 2010 in der Kategorie „Herausragendes Szenario“ und wurde im gleichen Jahr für den Deutschen Jugendliteraturpreis nominiert. 2011 erschien er in französischer Übersetzung, 2013 in fünfter Auflage auf Deutsch.

### Packeis
In Packeis wird die Geschichte von Matthew Henson, einem lange vergessenen afroamerikanischen Polarforscher, aufgearbeitet. Im März 2012 als Buch erschienen, wurde der Anfang bereits zuvor in vier Fortsetzungen im Magazin Comix vorabgedruckt. Packeis gewann als „Bester deutschsprachiger Comic“ den Max-und-Moritz-Preis 2012. 2013 erschien das Werk ebenfalls in französischer Übersetzung.

### Vita Obscura
Die Reihe von halbseitigen Comicstrips erschien zunächst von 2012 bis 2016 in der Wochenzeitung der Freitag und seit September 2019 seitenfüllend im FAZ-Magazin. Vita Obscura ist eine Reminiszenz an die Sonntagsseiten früher US-amerikanischer Zeitungscomics. Meist setzten die Folgen Biographien exzentrischer Persönlichkeiten um, mitunter werden auch andere historische Themen adaptiert. Ein Beispiel für letzteres ist die Episode mit dem Titel Acht interessante Todesursachen Burmesischer Herrscher. Jeder Strip hat ein eigenes Layout, Schwartz arbeitet mit unterschiedlichen Techniken wie Collage oder Kohlezeichnung. Einige Teile erschienen auch im Comicfachmagazin Alfonz, 2014 erschien die Serie gesammelt als Buch.

### IKON
Im März 2018 erschien IKON im avant-verlag. Die auf wahren Begebenheiten basierende Erzählung folgt dem Russen Gleb Botkin, der als Sohn von Jewgeni Sergejewitsch Botkin, Leibarzt des russischen Zaren, die Oktoberrevolution miterlebt und dabei seine engste Vertraute verliert – die Zarentochter Anastasia. Jahre später, im amerikanischen Exil, trifft der Ikonenmaler Botkin eine psychisch kranke Frau, die vorgibt, seine verlorene Anastasia zu sein und Anspruch auf den russischen Thron erhebt.

## Auszeichnungen
- 2016: Independent Publisher Book Awards – Silver Medal (für die US-Ausgabe von drüben!)
- 2013: Hans-Meid-Preis für Buchillustration (Förderpreis)
- 2012: Max-und-Moritz-Preis (Bester deutschsprachiger Comic für Packeis)
- 2010: ICOM Independent Comic Preis (Bestes Szenario für drüben!)
- 2010: Award of Excellence by the Society for News Design

Außerdem wurde er 2010 für den Deutschen Jugendliteraturpreis nominiert und war 2016 Finalist beim Comicbuchpreis der Berthold Leibinger Stiftung.

## Ausstellungen
- 2017: Simon Schwartz – Das Parlament, Teil 1. Deutscher Bundestag, Abgeordnetenlobby, Berlin.
- 2018: Simon Schwartz – Geschichtsbilder. Comics & Graphic Novels, Angermuseum, Erfurt
- 2019: Simon Schwartz – Das Parlament, Teil 2. Deutscher Bundestag, Abgeordnetenlobby, Berlin.
- 2019/20: Simon Schwartz – Geschichtsbilder. Comics & Graphic Novels, Ludwig Galerie Schloss Oberhausen.